# Джіневра д'Есте
Джіневра д'Есте (італ. Ginevra d’Este; 24 березня 1419 — 3 вересня / 12 жовтня 1440) — феррарська маркіза, сеньйора-консорт рімінська (1434–1440). Представниця італійського Естенського дому. Народилася у Феррарі. Донька феррарського маркіза Нікколо III д'Есте і Парізіни Малатести. Сестра-близнючка Лючії. У лютому 1434 року вийшла заміж за рімінського сеньйора Сигізмундо-Пандольфо Малатесту, позашлюбного сина рімінського сеньйора Пандольфо III Малатести від коханки Антонії да Баріньяно. Убита власним чоловіком у Ріміні, коли той вирішив одружитися з іншою з політичних мотивів. Похована в Малатестінському храмі. 1461 року папа Пій II відлучив Пандольфо від церкви за гріхи та, зокрема, убивство Джіневри.

## Сім'я
- Батько: Нікколо III д'Есте (1383—1441), маркіз феррарський, моденський і реджоський (1393—1441).
- Мати: Парізіна Малатеста (1404—1425), донька чезенського сеньйора Андреа Малатести.
- Брати:
  - Леонелло д'Есте (1407—1450), маркіз феррарський, моденський і реджоський (1441—1450).
  - Борсо д'Есте (1413—1471), маркіз феррарський (1450—1471), моденський і реджоський (1450—1452); герцог моденський і реджоський (1452—1471); герцог феррарський (1471).
  - Ерколе I д'Есте (1431—1505), герцог феррарський, моденський і реджоський (1471—1505).